# 茶碗の湯
『茶碗の湯』（ちゃわんのゆ）は、寺田寅彦の随筆。1922年（大正11年）5月、鈴木三重吉が主幹する童話雑誌「赤い鳥」に八条年也の変名で発表。一杯の茶碗の湯の湯気から始まり、シュリーレン現象、季節風（モンスーン）へと展開される子供向け科学読み物。小学校国語の教科書にも載った名作の一つと評価されている。

## その他
竹内均が旧制中学2年の時、この寺田寅彦の一編の随筆を読み研究者になる事を目指した。